# Нижегородская филармония
Нижегородская государственная академическая филармония имени Мстислава Ростроповича — государственное учреждение культуры в Нижнем Новгороде, одна из старейших филармоний России, основанная в 1937 году. Находится на территории Нижегородского кремля.

## История
Решение о создании филармонии в Горьком было принято Всесоюзным комитетом по делам искусств в феврале 1937 года. Первым директором филармонии был назначен Александр Коган. Открытие состоялось 23 марта 1937 года. В концерте в честь открытия принял участие Государственный симфонический оркестр СССР.
Деятельность филармонии в первые месяцы её существования была затруднена из-за нехватки дотаций, конкуренции в области концертной деятельности и отсутствия у управленцев опыта в данной сфере, что в итоге привело к конфликту между Коганом и облисполкомом. В своих письмах, посылаемых на имя А. М. Шульпина, начальника Горьковского областного управления по делам искусств, первый директор отмечает невозможность проведения концертов ввиду отсутствия средств. К маю 1937 года руководству филармонии удалось добиться погашения долгов перед музыкантами. Тем не менее А. А. Коган отмечал нехватку музыкантов и требовал довести численность оркестра с 27 человек до 40. В результате в том же году филармония была реорганизована и объединена с конкурирующей организацией — Гастрольбюро, а Александр Коган был отправлен в отставку.
Изначально филармония занимала бывшее здание Общественного собрания (ныне — кукольный театр) на улице Свердлова (Большой Покровской). C 1937 по 1941 годы симфонический оркестр выступал в своём зале, во дворцах культуры в рабочих районах, а в летние месяцы также в парке на Волжском откосе. В те годы главным дирижёром орекстра был С. Л. Лазерсон. За это время филармония провела в Горьком концерты с участием Л. Н. Оборина, Э. Г. Гилельса, М. Б. Полякина, М. П. Максаковой, Ленинградской академической хоровой капеллы и других музыкантов.
В мае 1941 года оркестр Горьковской филармонии отправился в свою первую гастрольную поездку на Северный Кавказ. Начало войны застало оркестр в Грозном, где он уже провёл несколько концертов. Фактически оркестр прекратил своё существование. Многие музыканты были призваны на фронт, другие же артисты стали выступать в действующих частях и в госпиталях, преподавали и собирали средства в помощь фронту и раненым. Главный дирижёр оркестра Семён Лазерсон продолжал преподавать в Горьковском музыкальном училище по классу скрипки, также руководил оркестровым и оперным классом.
В 1946 году был набран новый оркестр, численность которого возросла до 70 человек. В состав оркестра вернулись некоторые музыканты из прежнего, довоенного состава. В том же году в Горьком была создана государственная консерватория, которую возглавил первый директор филармонии Александр Коган.
В 1957 году главным дирижёром симфонического оркестра Горьковской филармонии был назначен И. Б. Гусман. По инициативе Гусмана был систематизирован классический репертуар оркестра, выстроена система абонементов. При нём концерты стали постоянными, увеличилось количество музыкантов, а оркестр стал чаще давать гастрольные концерты за пределами области и приглашать ведущих советских музыкантов. Так, с конца 1950-х годов началось сотрудничество филармонии с Д. Д. Шостаковичем и М. Л. Ростроповичем. В Горьком оба впервые вышли на сцену в качестве дирижёров. Также на сцене Горьковской филармонии выступали А. И. Хачатурян, Г. В. Свиридов, С. Т. Рихтер, Р. К. Щедрин и другие.
По инициативе главного дирижёра И. Б. Гусмана и директора Л. М. Гельфонда стали проводиться открытые летние концерты на Волжском откосе. Первый такой концерт был дан 12 июля 1958 года; были исполнены «Праздничная увертюра» Шостаковича, «Вальс-фантазия» Глинки, увертюра к фильму «Дети капитана Гранта» Дунаевского и вальс Хачатуряна к спектаклю по пьесе «Маскарад». Спустя месяц на Волжском откосе была открыта эстрадная сцена «Ракушка», принимавшая дальнейшие летние концерты.
В июне 1962 года по инициативе Мстислава Ростроповича, Израиля Гусмана и директора Геннадия Никитина филармонией был проведён I фестиваль «Современная музыка» — первый фестиваль академической музыки в СССР. Были исполнены произведения А. И. Хачатуряна, К. А. Караева, Д. Д. Шостаковича, а также ряда зарубежных композиторов — Б. Бриттена, С. Барбера, Б. Бартока и других. Две симфонические программы были подготовлены оркестром Московской филармонии под руководством Кирилла Кондрашина. В фестивале принимали участие Т. Хренников, М. Ростропович, а также американский пианист Ван Клиберн.
В 1963 году Горьковская филармония стала организатором первого Фестиваля песенного и эстрадного искусства. Фестиваль продлился 10 дней, в течение которых на сцене выступили М. Гаркави, И. Набатов, Э. Пьеха, Л. Зыкина и другие эстрадные исполнители.
В 1964 году состоялся II фестиваль «Современная музыка», полностью посвящённый творчеству Дмитрия Шостаковича. В рамках этого фестиваля было дано 44 концерта и исполнено 55 произведений композитора. Всего же с 1962 по 1989 годы было проведено 10 фестивалей «Современная музыка».
В 1972 году филармония была переведена в Кремлёвский концертный зал (бывшее здание присутственных мест на территории Нижегородского кремля), ставший с тех пор центральной концертной площадкой города. В 2004 году ей было присвоено имя Мстислава Ростроповича.

## Деятельность
Нижегородская филармония — основной организатор симфонических, камерных, органных и других концертов в Нижнем Новгороде: ежегодно их проводится около 2000. Помимо Кремлёвского концертного зала, мероприятия проходят также в зале Нижегородской консерватории и в зале музея-заповедника «Усадьба Рукавишниковых».
С 1992 года под эгидой филармонии проводятся международные фестивали искусств имени А. Д. Сахарова. С 1992 по 2021 годы было проведено 16 Сахаровских фестивалей, в которых участвовали больше 250 деятелей искусств из 22 стран мира. Среди них Г. Вишневская, Э. Вирсаладзе, орекстр «Виртуозы Москвы» во главе с Владимиром Спиваковым и другие артисты. В 1999 году фестиваль им. А. Сахарова был принят в Европейскую ассоциацию фестивалей при ЮНЕСКО.
C 1994 года в Нижегородской филармонии проводится ежегодный детский фестиваль «Новые имена», созданный совместно с одноимённым благотворительным фондом. Среди участников и стипендиатов фестиваля — Е. Брахман, М. Емельянов, Д. Трифонов.
В 1997 году Нижегородской филармонии было присвоено почётное звание «академическая». В 2001 году стала лауреатом конкурса «Окно в Россию» в номинации «Лучшая филармония года». В 2010-м удостоилась статуса «Национальное достояние России».